# Theodor Neubauer

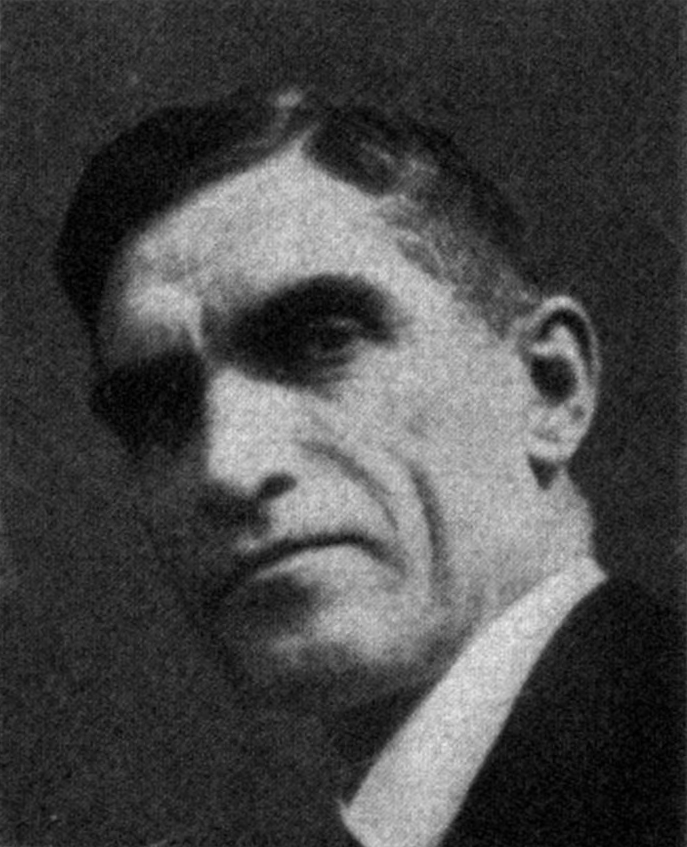
Neubauers offizielles Reichstagsporträt, 1930

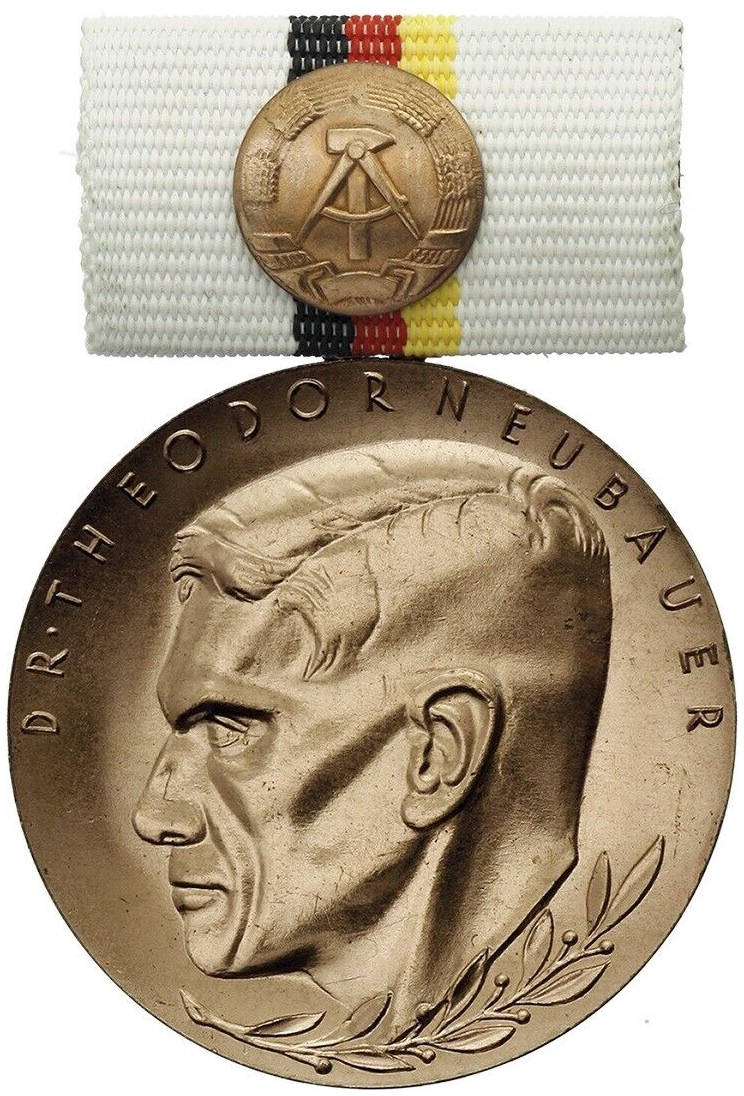
Darstellung Theodor Neubauers als Relief auf der 1959 in der DDR gestifteten Dr.-Theodor-Neubauer-Medaille

Theodor Thilo Neubauer (geb. am 12. Dezember 1890 in Ermschwerd; ermordet nach einem NS-Unrechtsurteil am 5. Februar 1945 in Brandenburg an der Havel) war ein deutscher Pädagoge, Politiker und Parlamentarier (KPD) und Widerstandskämpfer gegen den Nationalsozialismus.

## Leben

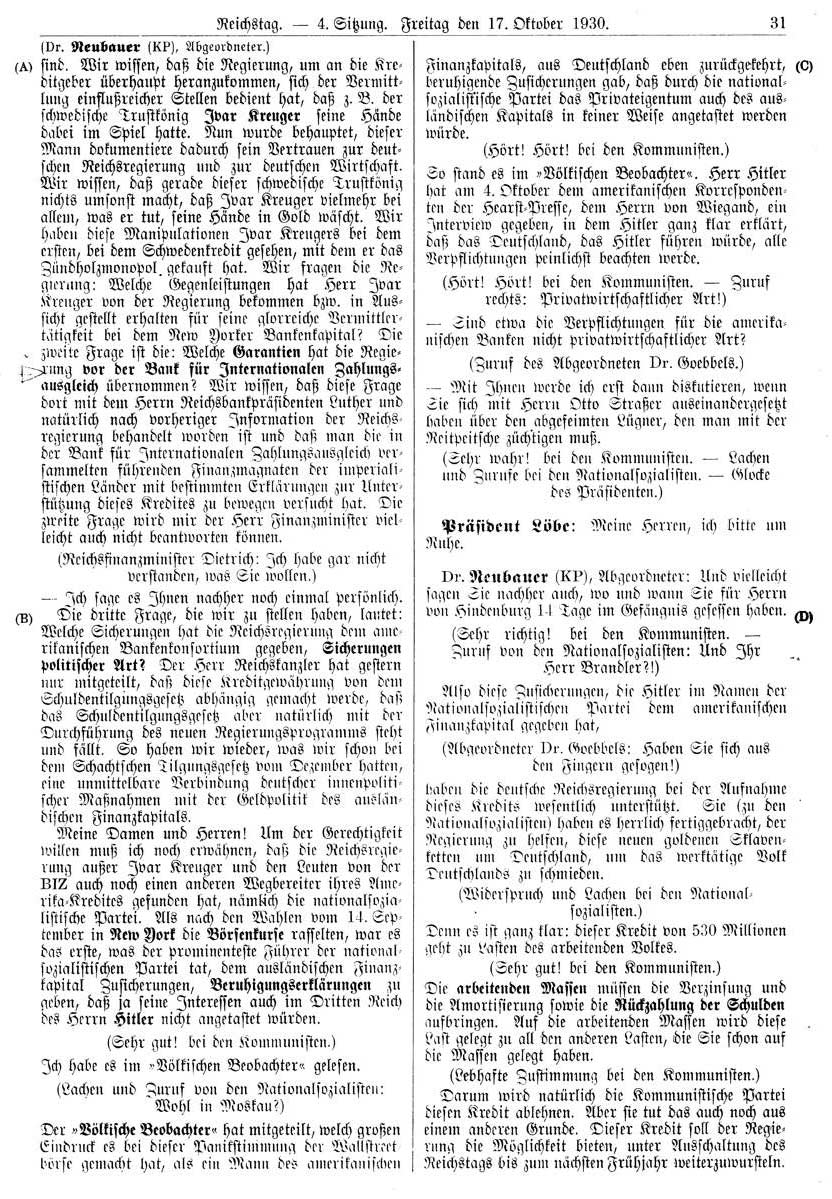
Sitzungsprotokoll des Deutschen Reichstags vom 17. Oktober 1930. Neubauer über Zusagen Adolf Hitlers an das US-Finanzkapital

Der Sohn eines Gutsinspektors besuchte von 1901 bis 1910 das humanistische Gymnasium in Erfurt und wurde kaisertreu und patriotisch erzogen. 1910 bis 1913 studierte er in Brüssel, Jena und Berlin Geschichte und neuere Sprachen, promovierte 1913 über Die sozialen und wirtschaftlichen Verhältnisse der Stadt Erfurt vor der Reformation. Politisch engagierte er sich zunächst als Nationalliberaler und meldete sich 1914 freiwillig zum Kriegsdienst, wurde 1915 Leutnant und 1917 nach einer Gasvergiftung entlassen. Anschließend war er Hilfslehrer am Königin-Luise-Gymnasium in Erfurt.
Im Dezember 1918 wurde er Mitglied der Deutschen Demokratischen Partei, schloss sich aber im Spätsommer 1919 der USPD an. Er veröffentlichte Arbeiten, in denen er eine echte demokratische Volksbildung forderte. Im März 1920 beteiligte er sich als einziger Lehrer an seiner Schule an dem Generalstreik gegen den Kapp-Putsch, was seine Entlassung als Lehrer zur Folge hatte.
Er zog nach Ruhla und ging dort Ende 1920 mit dem linken Flügel der USPD zur KPD. Als Lehrer in Ruhla wurde er im September 1921 für die KPD in den thüringischen Landtag gewählt. Im Oktober 1922 wurde er Studienrat am Realgymnasium Weimar.
Am 25. April 1921 führte Theodor Neubauer in dem Ruhlaer Vorort Kittelsthal, mit seinem Freund und Wegbegleiter August Oberländer, die erste Jugendweihe im damaligen Bezirk Erfurt durch. Mit August Oberländer war er später auch im KZ Buchenwald inhaftiert.
Im Oktober 1923 wurde Neubauer als Staatsrat in die SPD-KPD-Landesregierung Thüringens gewählt. Er protestierte gegen die Absetzung der demokratischen Regierung durch die Reichsexekution. Infolge des Einmarschs der Reichswehr in Thüringen flüchtete er ins Rheinland, wo er unter dem Pseudonym Lorenz hauptamtlicher KPD-Funktionär wurde. 1924 war er Chefredakteur der in Düsseldorf erscheinenden Zeitung Freiheit und wurde im Dezember 1924 Mitglied des Reichstags (bis 1933). In den Fraktionskämpfen der Jahre 1925/1926 stellte sich Neubauer zunächst auf die Seite der Ultralinken. 1927 bis 1929 war er erneut Chefredakteur der Freiheit. 1930 wurde er Mitarbeiter des Zentralkomitees der KPD in Berlin, schrieb 1932 ein Buch über Deutsche Außenpolitik heute und morgen. Zudem verfasste er zahlreiche Gedichte. Ab 1929 lebte er mit der Bauhausfotografin Lucia Moholy zusammen.

## NS-Zeit und Widerstand
Am 7. Februar 1933 nahm Neubauer an der vom ZK einberufenen Tagung der Politischen Sekretäre, ZK-Instrukteure und Abteilungsleiter der KPD im Sporthaus Ziegenhals bei Berlin teil. Ab März 1933 im Untergrund lebend, wurde er am 3. August verhaftet. Im Oktober 1933 wurde er beim Reichstagsbrandprozess als Zeuge aufgeboten. Trotz Folterung unterstützte er die Aussagen des Angeklagten Georgi Dimitroff. Nach schweren Misshandlungen im Zuchthaus Brandenburg wurde er die nächsten Jahre als „Schutzhäftling“ in den Konzentrationslagern Lichtenburg und Buchenwald gefangen gehalten. In beiden Lagern gehörte er der Leitung der illegalen KPD-Lagerorganisation an. Neubauers KZ-Haft war unterbrochen von einer sechsmonatigen Strafhaft im Gefängnis Plötzensee wegen Passvergehens und Urkundenfälschung.
Nach seiner Haftentlassung im September 1939 lebte Neubauer wieder in Thüringen, nahm seinen Wohnsitz in Tabarz/Thür. Wald. Ab 1941 baute er zusammen mit Magnus Poser ein antifaschistisches Widerstandsnetz auf (Neubauer-Poser-Gruppe). Die Gruppe war keine reine kommunistische Gruppe, sondern trat für den Zusammenschluss aller Hitlergegner ein und setzte die politische Orientierung des Nationalkomitee Freies Deutschland um. Seine Dienstreisen als Automonteur und Lagerhalter nutzte er für die illegale politische Arbeit. Im Herbst 1943 nahm seine Gruppe Kontakt zu anderen kommunistischen Gruppen auf, vor allem zur Leipziger Gruppe um Georg Schumann sowie zur Berliner Gruppe um Anton Saefkow.

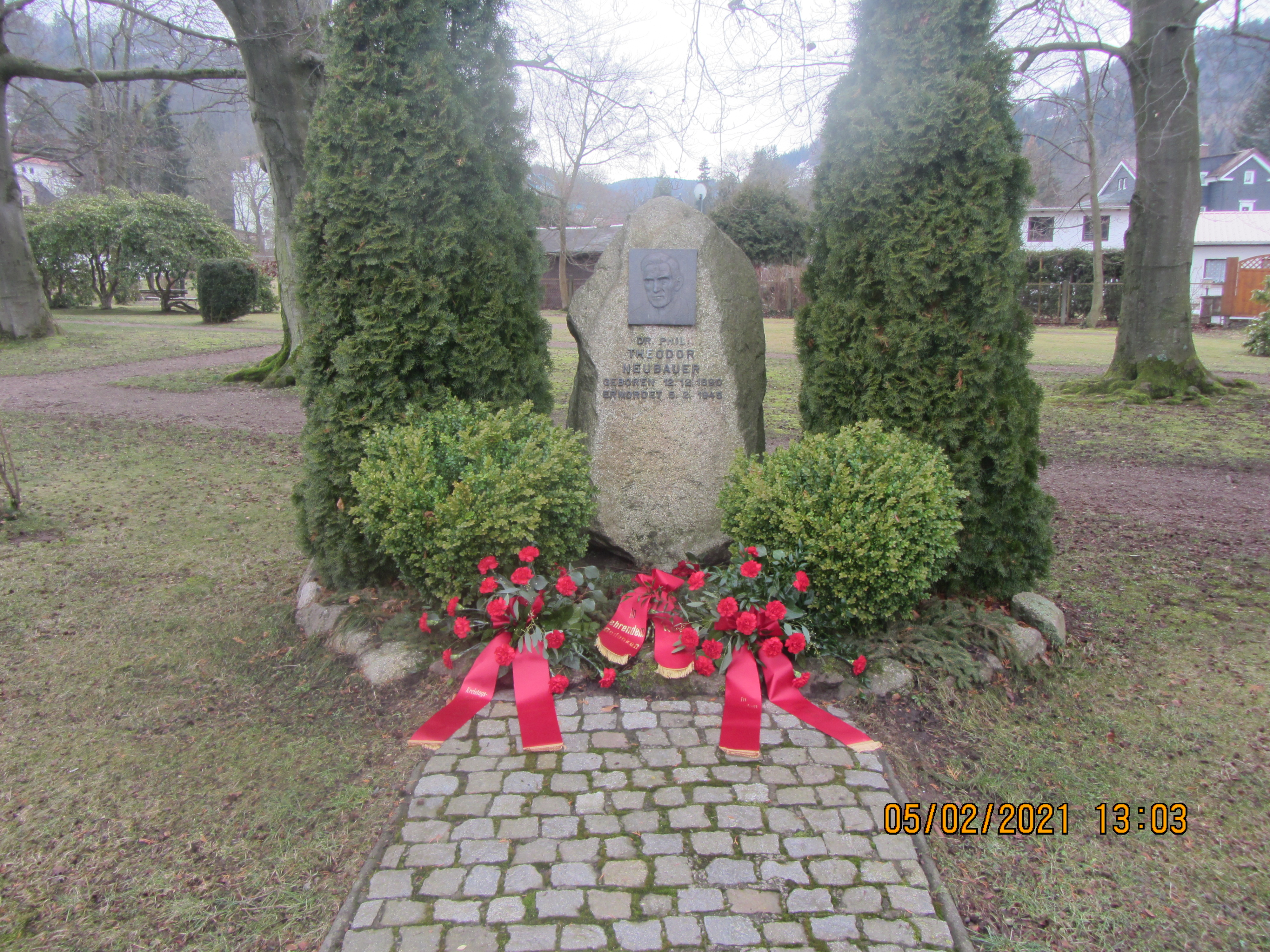
Grabmal in Bad Tabarz

Am 14. Juli 1944 wurde Neubauer verhaftet, am 8. Januar 1945 in Berlin vom Volksgerichtshof wegen „Vorbereitung zum Hochverrat und Feindbegünstigung“ zum Tode verurteilt und am 5. Februar 1945 im Zuchthaus Brandenburg-Görden enthauptet. Nach der Hinrichtung wurde sein Leichnam im Krematorium Brandenburg verbrannt. Die Urne wurde in einer Grabstätte in Tabarz im nach ihm benannten Park bestattet.

## Ehrungen
In der DDR wurde Theodor Neubauer als antifaschistischer Widerstandskämpfer geehrt. Es wurden Straßen und Schulen nach ihm benannt und Denkmäler für ihn errichtet. Nach 1990 wurden diese Ehrungen in einigen Orten zurückgenommen.
1959 wurde als staatliche Auszeichnung die Dr.-Theodor-Neubauer-Medaille gestiftet, mit der Verdienste beim Aufbau des sozialistischen Bildungs- und Erziehungswesens der DDR gewürdigt wurden. 1969 wurde zudem die Pädagogische Hochschule Erfurt/Mühlhausen nach Neubauer benannt.
Seit 1992 erinnert in Berlin in der Nähe des Reichstags eine der 96 Gedenktafeln für von den Nationalsozialisten ermordete Reichstagsabgeordnete an Neubauer.
Im Ehrenmal für die im Zuchthaus Brandenburg-Görden hingerichteten antifaschistischen Widerstandskämpfer in Brandenburg an der Havel ist Theodor Neubauer als einer von vier Hingerichteten herausragend erwähnt.
An seinem Wohnsitz in Weimar Marienstraße 9 befindet sich eine Gedenktafel, ebenso an seinem Geburtshaus in Ermschwerd.
Neubauers letzter bekannter Wohnsitz war das Haus Lauchagrundstraße 13/Theodor-Neubauer-Park in Bad Tabarz, an dem eine Gedenktafel angebracht und vor dem ein Stolperstein im Gehweg eingelassen ist.

## Darstellung Neubauers in der bildenden Kunst
(siehe auch Denkmäler bei FOTOS)
- Petra Flemming: Dr. Theodor Neubauer (Öl, 1986/1987)[3]

## Schriften
- Die sozialen und wirtschaftlichen Verhältnisse der Stadt Erfurt vor Beginn der Reformation. Erfurt 1913.
- Luthers Frühzeit. Seine Universitäts- u. Klosterjahre: d. Grundlage s. geistigen Entwicklung. Erfurt [1917]
- Deutsche Außenpolitik heute und morgen. Internationaler Arbeiter-Verlag, Wien 1932 (Digitalisat).
- Das tolle Jahr von Erfurt. Hrsg. v. Martin Wähler, Weimar 1948.
- Aus Reden und Aufsätzen. SED-Bezirkskommission zur Erforschung der Geschichte der örtlichen Arbeiterbewegung, Erfurt 1965.
- Die neue Erziehung in der sozialistischen Gesellschaft. Verlag der Tribüne, Erfurt 1920 (Neuauflage), Volk und Wissen Verlag, Berlin 1973.
- Hans-Dieter Haschke: Theodor Neubauer (1890–1945).

## Fotos

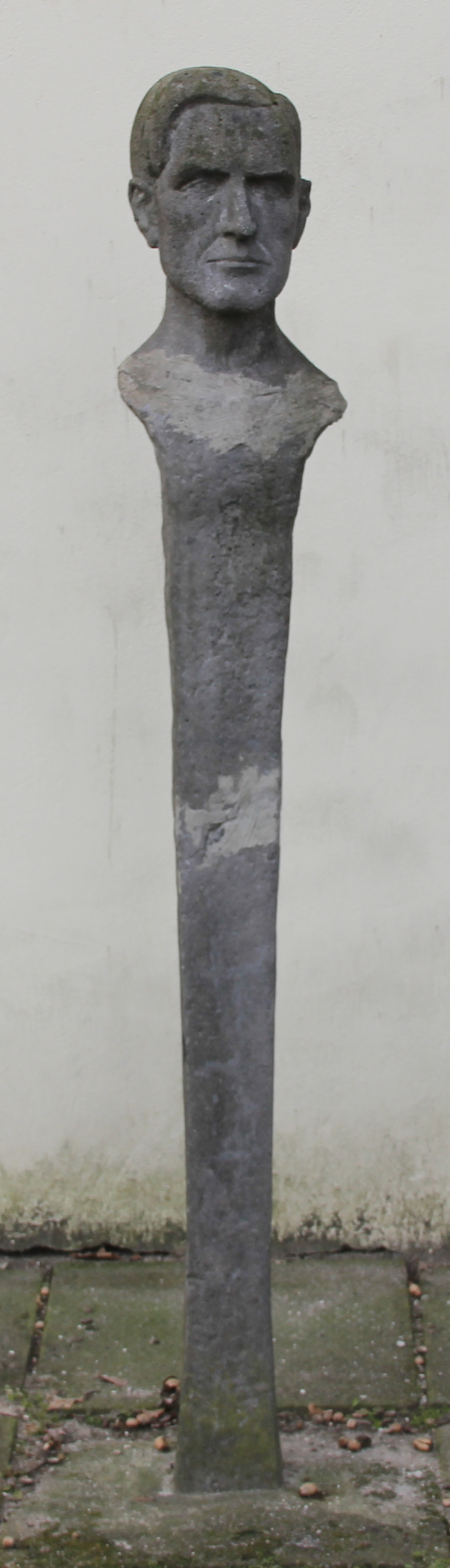
Stele, Bölschestraße 65, in Berlin-Friedrichshagen
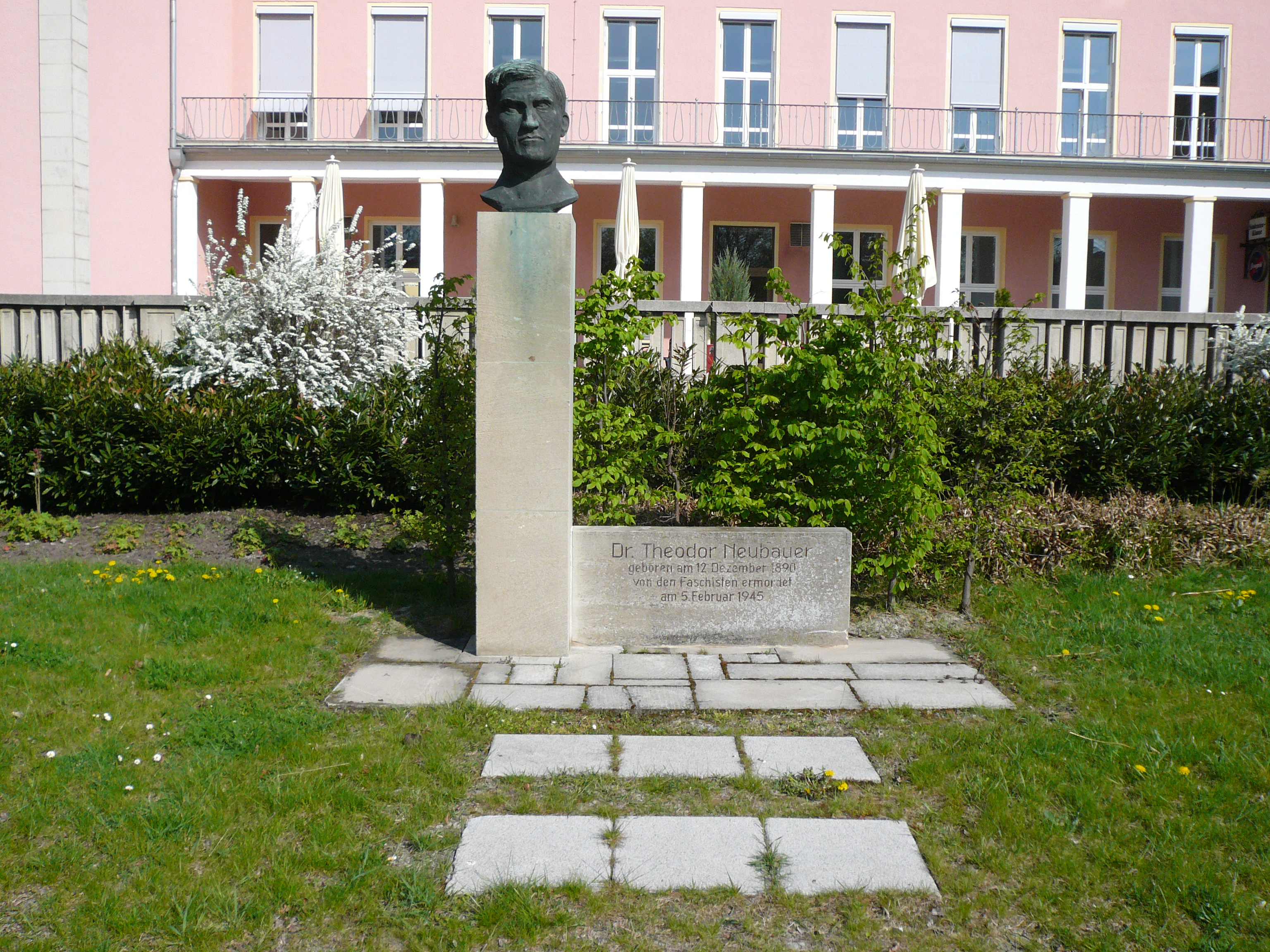
Mahnmal, Universität Erfurt
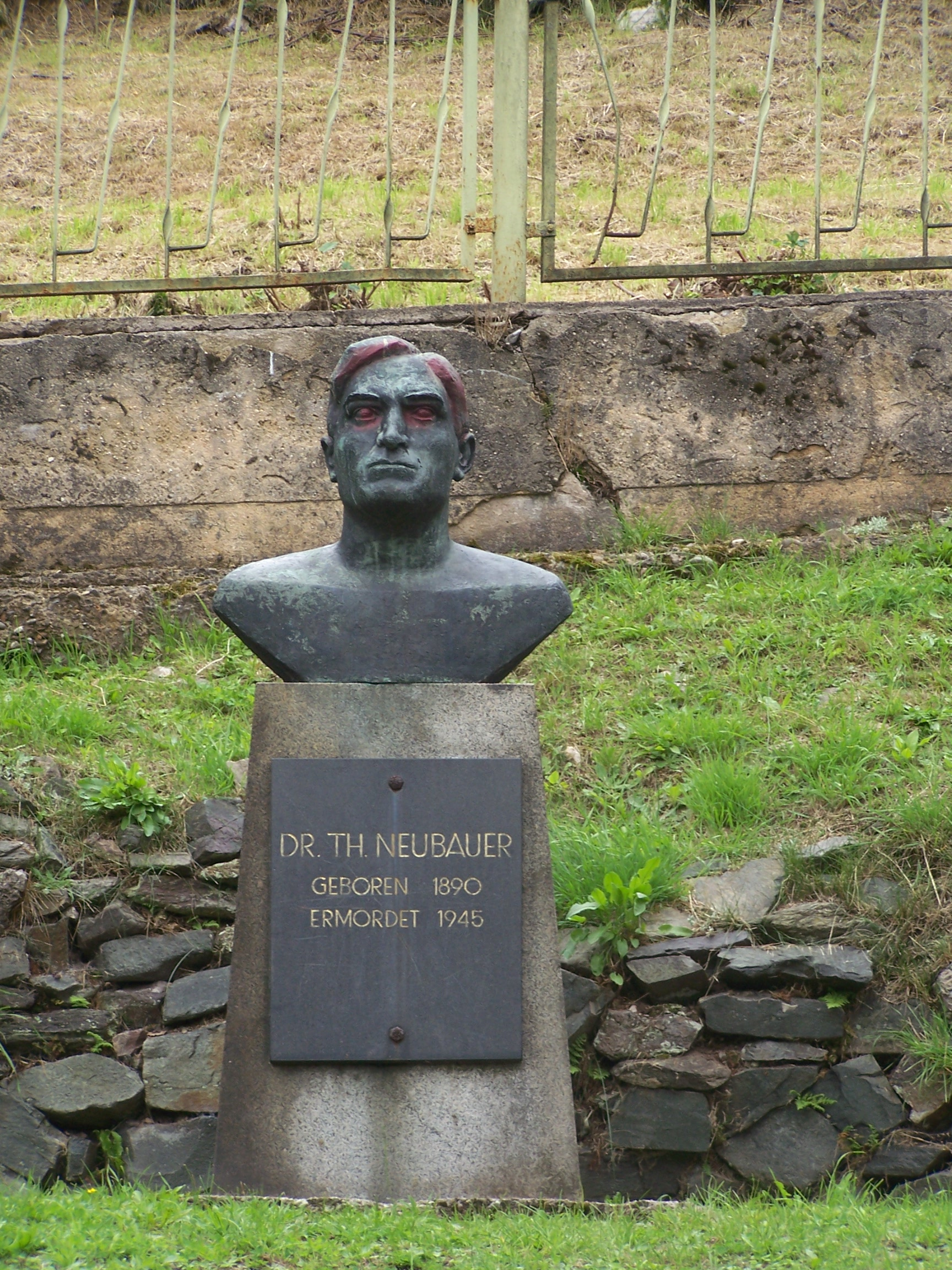
Denkmal in Ruhla
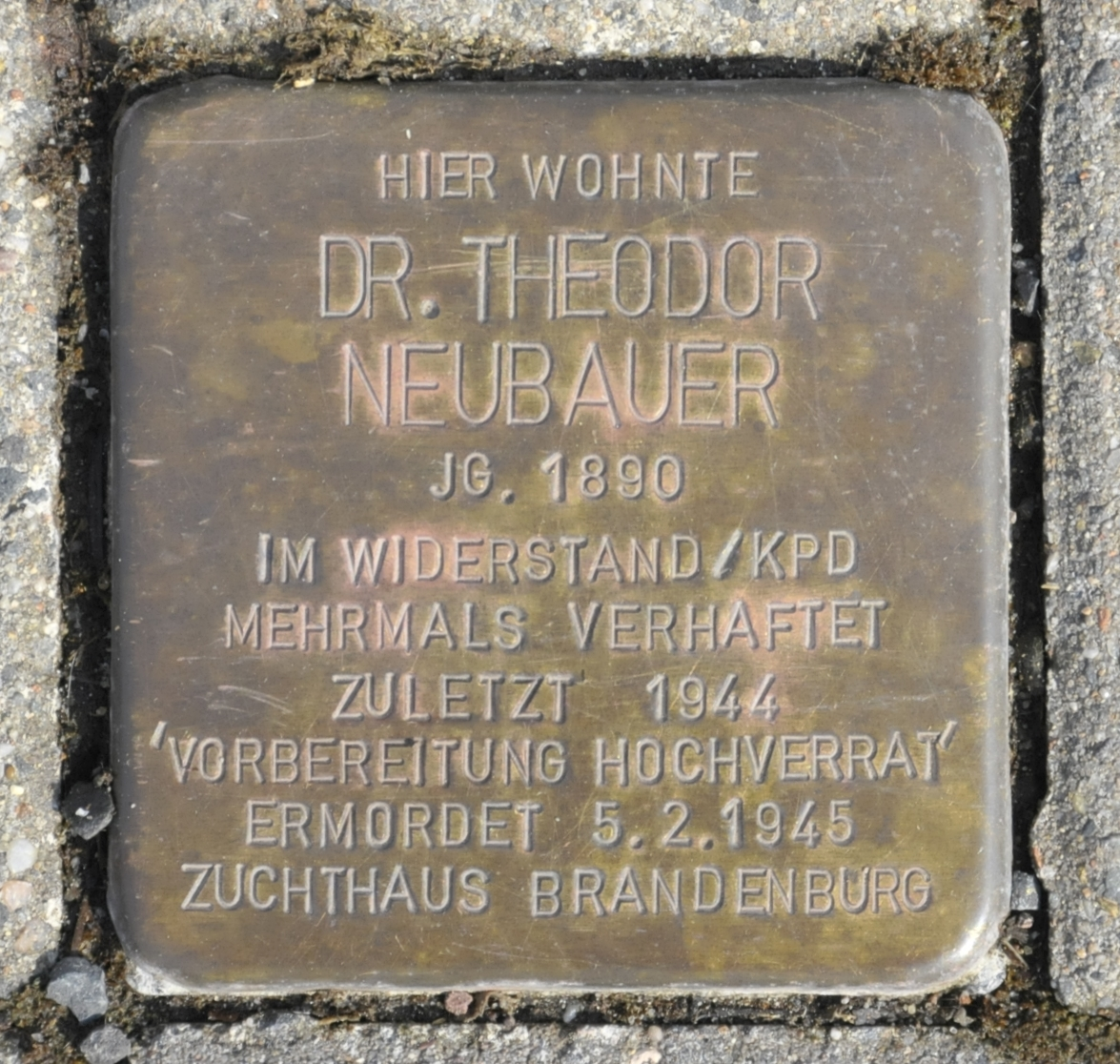
Stolperstein in Bad Tabarz
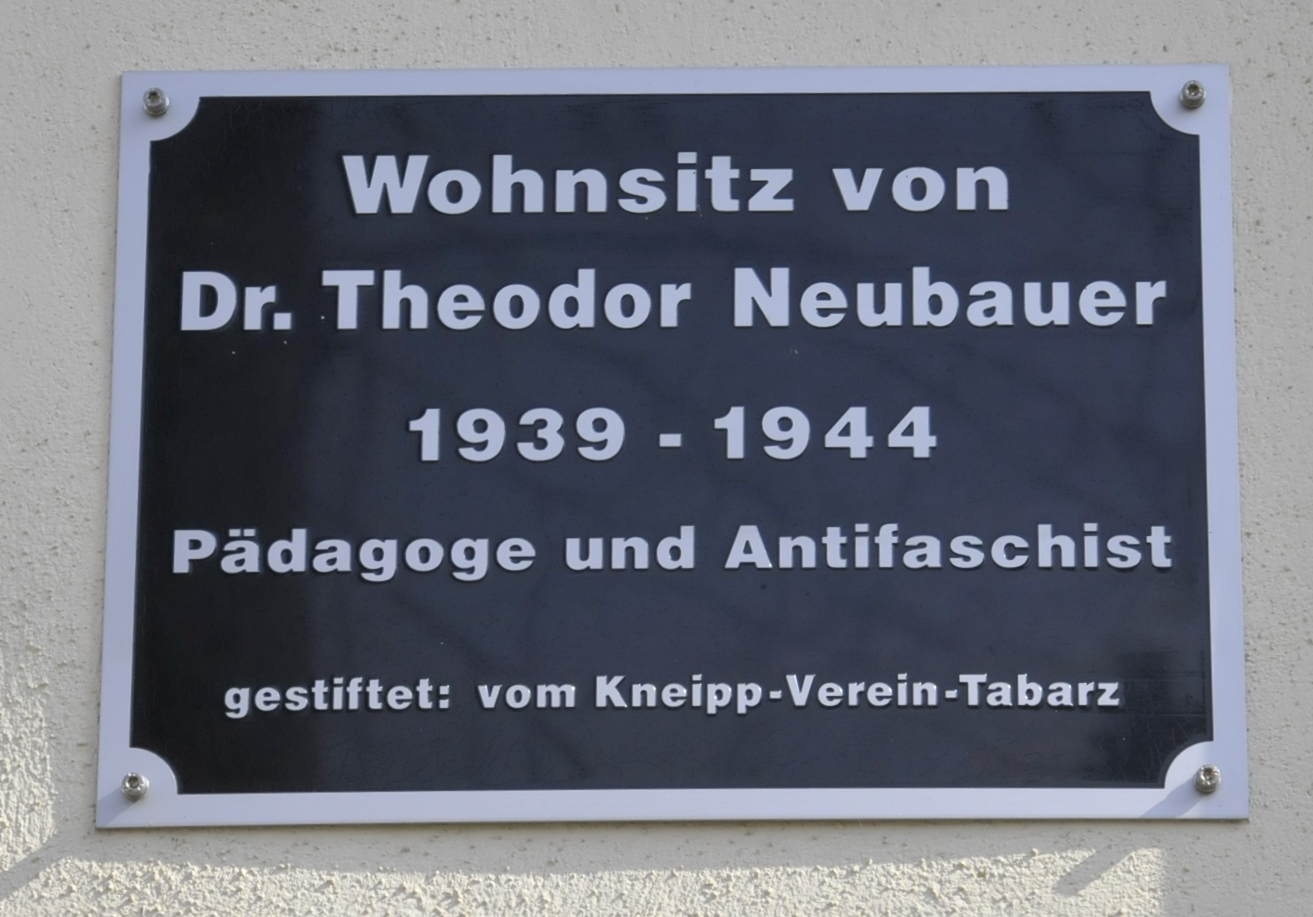
Gedenktafel an Neubauers Wohnhaus in Bad Tabarz
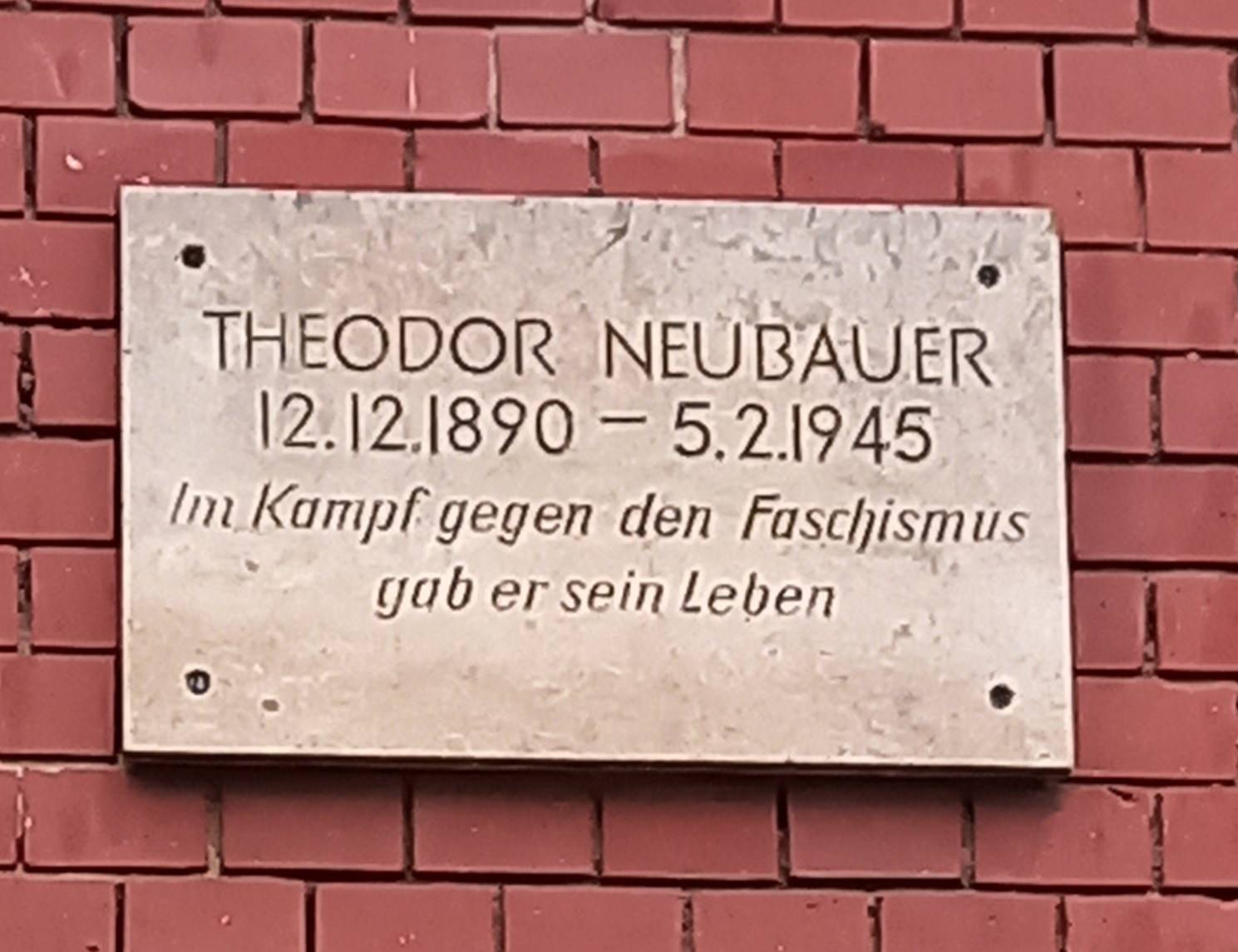
Theo Neubauer Gedenktafel in der Theo-Neubauer-Str. in Erfurt
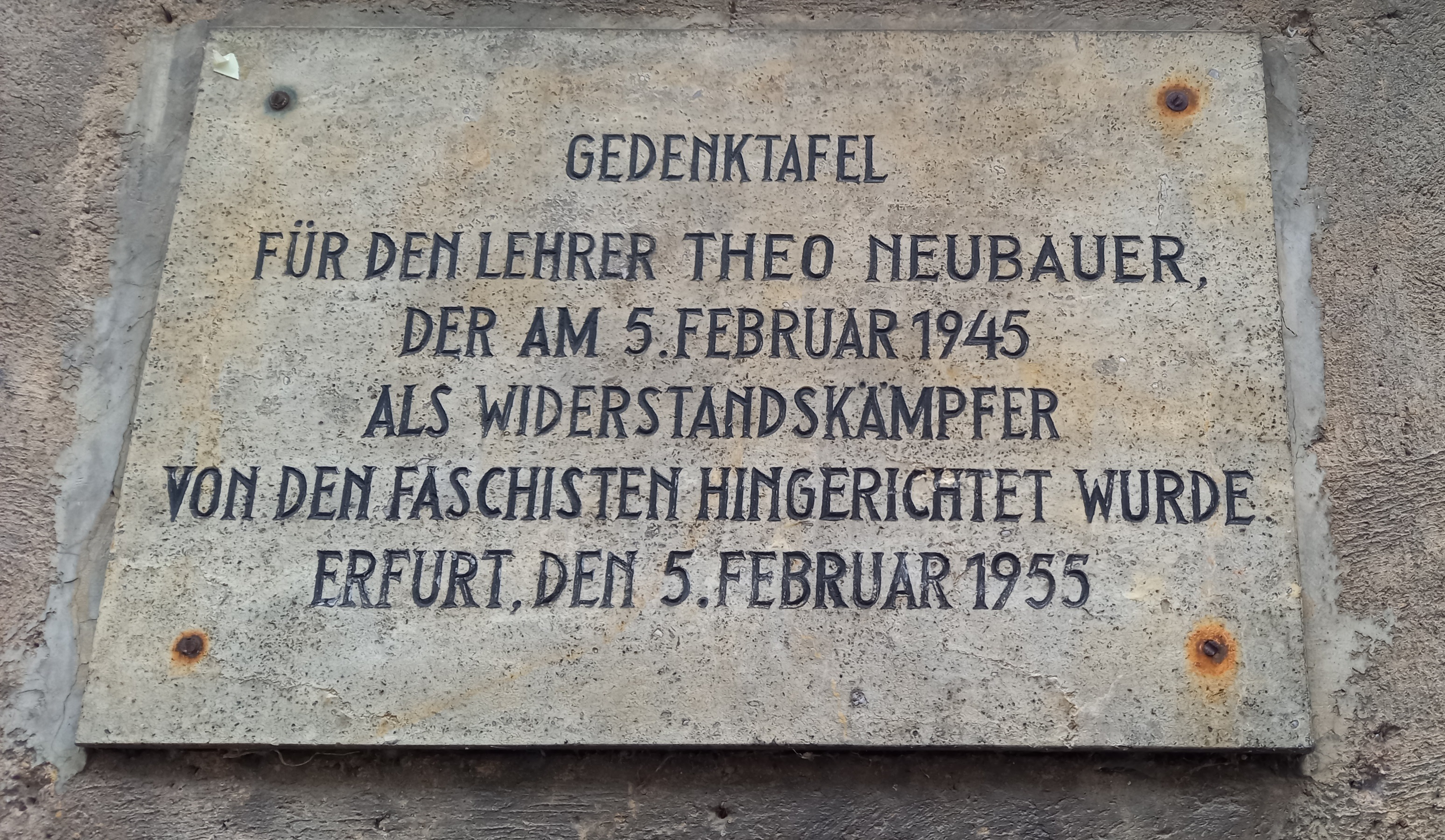
Theo Neubauer Gedenktafel in der Theo-Neubauer-Str. in Erfurt